# Conus lischkeanus
Espèce
Statut de conservation UICN

 LC  : Préoccupation mineure
Conus lischkeanus est une espèce de mollusques gastéropodes marins de la famille des Conidae.
Comme toutes les espèces du genre Conus, ces escargots sont prédateurs et venimeux. Ils sont capables de « piquer » les humains et doivent donc être manipulés avec précaution, voire pas du tout.

## Description
La taille d'une coquille adulte varie entre 20 mm et 75 mm. Le verticilles de la spire contient un canal peu profond. Le verticille est lisse, strié à la base. La couleur de la coquille est jaune soufre, sans ornementation à l'exception des maculations sur la spire. L'opercule est blanche. 

## Distribution
Cette espèce marine est présente au large du Japon et de Taiwan, du Queensland, de l'Australie-Occidentale, de la Nouvelle-Zélande, de la Nouvelle-Calédonie, des îles Kermadec. Des découvertes ont été signalées aux Philippines et dans l'océan Indien, du Natal, en Afrique du Sud, au Golfe d'Aden.

### Niveau de risque d’extinction de l’espèce
Selon l'analyse de l'UICN réalisée en 2011 pour la définition du niveau de risque d'extinction, cette espèce se trouve dans l'océan Pacifique du Japon à Taiwan et du Queensland à la Nouvelle-Calédonie, au nord de la Nouvelle-Zélande et aux îles Kermadec, et est signalée aux Philippines. Dans l'océan Indien, on la trouve du Natal au golfe d'Aden et à Oman, ainsi qu'à l'ouest de l'Australie. Cette espèce est relativement commune dans certaines parties de son aire de répartition. Il n'y a pas de menaces majeures connues pour cette espèce. Elle est donc classée dans la catégorie " préoccupation mineure ".

## Taxinomie

### Publication originale
L'espèce Conus lischkeanus a été décrite pour la première fois en 1875 par le conchyliologiste, éditeur et illustrateur britannique Heinrich Conrad Weinkauff.

### Synonymes
- Calamiconus lischkeanus (Weinkauff, 1875) · non accepté
- Conus (Lividoconus) lischkeanus Weinkauff, 1875 · appellation alternative
- Conus (Lividoconus) lischkeanus lischkeanus Weinkauff, 1875 · appellation alternative
- Conus (Lividoconus) lischkeanus subroseus Röckel & Korn, 1992 · appellation alternative
- Conus (Lividoconus) lischkeanus tropicensis Comans & Filmer, 1985 · appellation alternative
- Conus (Rhizoconus) okamotoi Kuroda & Ko. Itô, 1961 · non accepté
- Conus lischkeanus lischkeanus Weinkauff, 1875 · appellation alternative
- Conus lischkeanus subroseus Röckel & Korn, 1992 · appellation alternative
- Conus lischkeanus tropicensis Coomans & Filmer, 1985 · appellation alternative
- Conus okamotoi Kuroda & Itô, 1961 · non accepté
- Conus subroseus Röckel & Korn, 1992 · non accepté
- Conus tropicensis Coomans & Filmer, 1985 · non accepté

### Sous-espèces
- Conus lischkeanus kermadecensis Iredale, 1912, accepté en tant que Conus (Lividoconus) kermadecensis Iredale, 1912 represented as Conus kermadecensis Iredale, 1912
- Conus lischkeanus lischkeanus Weinkauff, 1875 represented as Conus lischkeanus Weinkauff, 1875
- Conus lischkeanus subroseus Röckel & Korn, 1992 represented as Conus lischkeanus Weinkauff, 1875
- Conus lischkeanus tropicensis Coomans & Filmer, 1985 represented as Conus lischkeanus Weinkauff, 1875